# 慨督
慨督或改督（韓語：개독、英語：Gaedok、Gaedog、Kaedok）是韓國网上的諷刺和酷语。1990年初由匿名的韓國网客創設，1995年由於电脑和上网的普及而扩散至全國。慨督是「慨基督」、「改新基督」的略語，一稱「犬督」 ，是基督教的諷刺語，有固執不通、深度偏見者的嘲弄意味。

## 概要
慨督是對於韓國基督教牧師和基督敎徒的閉鎖性和排他性的嘲弄意味。1990年初由匿名的网客創設，1992年韓國PC通信的反基督教俱乐部會員所引用、后来透過PC通信扩散至其他俱乐部。1995年透過电脑和上网的普及扩散至全國。
基督是基督教英文「Christ」的本翻譯音「基利斯督」的略字、韓語音是「기독」、「기리사독」。 慨督的異稱「改督」是「改新基督」（개신기독）、犬督是「犬像基督」 。

## 外部連結
- '개독교'에 대한 단상 ① （页面存档备份，存于） Hangeorye 2000/11/20 
- '개독교'에 대한 단상 ② （页面存档备份，存于） Hangeorye 2000/11/21 
- “기독교, 광신ㆍ짝퉁ㆍ개독ㆍ초딩 이미지를 벗어야” （页面存档备份，存于） 노컷뉴스 2009-06-26 
- "똥을 비단으로 덮어 본들…" （页面存档备份，存于） 프레시안 2008-07-23 
- 기독교, 신랄한 자기 반성의 자리[永久] 
- 젊은 기독교인들 ‘열린 교회를 위하여’ （页面存档备份，存于） 한겨레 2007.12.17 
- 칼을 주러 왔다 （页面存档备份，存于） 충청타임즈 2008-07-01 
- （页面存档备份，存于） [문화계 블로그] 두 목사의 ‘일탈’을 보는 시선 Seoulnews 2010-07-27 
- ‘다빈치 코드’둘러싸고 기독교계 내부도 논란[永久] Neilnews 2006/05/19 